# Tommy Wiking
Tommy Wiking (* 27. August 1968 in Göteborg, Schweden) ist ein schwedischer Footballfunktionär. Er war von 2006 bis 2015 Präsident der International Federation of American Football (IFAF), dem Weltverband der Sportart American Football.

## Karriere
Nachdem er am 14. August 1988 in Göteborg das American-Bowl-Freundschaftsspiel der National Football League sah (Minnesota Vikings-Chicago Bears 28:21), begeisterte er sich für den Sport.
Er begann mit dem Aufbau eines Footballteams an seiner Hochschule. Im Jahr 2000 wurde er zum Präsidenten des schwedischen Verbandes, Svenska Amerikansk Fotbollförbundet (SAFF), gewählt. Nachdem der vorherige Präsident des IFAFs, Frederic Paquet, zurücktrat, wurde Wiking im Juli 2006 Präsident des Weltverbandes.
Für Schweden konnte er die Austragungsrechte der American-Football-Weltmeisterschaft 2015 in Stockholm erreichen. Die Organisation der WM wurde jedoch als unrealistisch kritisiert und endete mit einer Absage Ende 2014. Wiking selbst sagte, dass er von der Absage überrascht gewesen sei und erst kurz zuvor vom Organisationskomitee über Probleme informiert wurde. Gleichzeitig ermittelte die schwedische Staatsanwaltschaft wegen Unterschlagung gegen Wiking. Er ließ sich kurz darauf aus gesundheitlichen Gründen vom Dienst freistellen. Am 30. April 2015 wurde über die Website der IFAF ein Statement verbreitet, wonach Wiking zurückgetreten sei. Es kam daraufhin zur Spaltung des Weltverbandes in den IFAF New York und IFAF Paris (u. a. Deutschland, Frankreich, Irland und Kuweit). Letztere waren der Meinung, dass Wiking weiterhin Präsident sei.
Im September 2017 stellte der Internationale Sportgerichtshof (CAS) fest, dass Wiking offiziell als Präsident zurückgetreten war. Am 1. März 2018 wurde Richard MacLean durch eine endgültige Entscheidung des CAS zum legitimen Präsidenten der IFAF erklärt.

## Privates
Wiking ist Anhänger des NFL-Teams Los Angeles Chargers.